# 이등
이등(李登, 1379년 ~ 1457년)은 판사수감사(判事水監事) 이개(李開)의 아들로 조선 태조의 서장녀(庶長女) 의령옹주(義寧翁主)의 남편이다. 본관은 개성. 시호는 호안(胡安)이다.

## 생애
1435년(세종 17) 계천군(啓川君)에, 1444년(세종 26) 봉헌대부(奉憲大夫)에 봉하여졌다. 1457년(세조 3)에 79세로 세상을 떠났다.